# Vrána vára
Vrána vára (horvátul:  Stari grad Vrana, latinul: Castrum Aureanae) egy középkori várrom Horvátországban, a Zára megyei Vrána település határában. Vrána vára rendkívüli fontosságú a középkor horvát és magyar történelme szempontjából, mivel a 11. és 14. század között nagy egyházi és világi hatalom székhelye volt. A 14. században országos jelentőségű események színhelye.

## Fekvése
Vrána belterületének északi részén, a Vránai-tó északi végének közelében találhatók a vár jelentős maradványai.

## Története
A vár helyén már a 11. században állt a bencések Szent György kolostora, de 1169-ben, Vrána első írásos említésekor a kolostor már a templomos lovagrend tulajdona és a rend 1312. évi megszüntetéséig az ő birtokuk maradt. A Néró-hegy alatti négy saroktornyos várat a templomosok építették. 1209-ben II. András magyar király megerősítette a rend kiváltságait, újabb birtokokat adományozott nekik és kivette őket a horvát bánok ítélkezése alól. 1245-ben IV. Béla magyar király a húsvétot Vrána várában töltötte. A templomos rend feloszlatása után Vrána királyi birtok lett. 1345-ben Nagy Lajos király a johannita lovagrendnek adta, ettől kezdve a vránai johannita perjelség székhelye.
A következő ötven év Vrána hatalmának legnagyobb korszaka, amikor országos jelentőségű események színhelye volt. A vár 1383-ig, valamint 1386 és 1392 között a nápolyi párti Palisnai János johannita perjel uralma alatt állt. A lovagteremben tartották 1383-ban Durazzói (Kis) Károly nőuralmat ellenző hívei Pál zágrábi püspök, Palisnai János vránai perjel, Horváti János horvát bán és erdélyi vajda Erzsébet királyné, Lajos magyar király özvegye és leánya Mária elleni tanácskozását, melynek a célja az volt, hogy Károlyt tegyék a magyar királlyá. A lázadás elfojtására 1383 őszén Erzsébet és Mária híveikkel személyesen vezettek hadat Horvátországba. A seregnek csak Vrána vára állt ellen mely október 24-én csak négy napi ostrom után adta meg magát, miután Palisnai előzőleg Tvrtko bosnyák királyhoz menekült. November 4-én a királyné miután Zárát meglátogatta ünnepélyesen bevonult Vránába, Palisnait pedig tisztségétől megfosztotta. Később azonban Károly és hívei kerekedtek felül és 1385. december 31-én Károlyt Magyarország királyává koronázták. A király Palisnait szolgálataiért hálából horvát-dalmát-szlavón bánná nevezte ki. 1386. február 7-én Károly király ellen Forgách Balázs királyi étekfogó az anyakirályné parancsára merényletet követett el, melynek következtében február 14-én elhunyt. Hívei Horvátországba menekültek, ahol újabb lázadást szítottak. 1386. július 25-én a lázadást elfojtani indult királynékat Gara váránál a lázadók elfogták, majd Novigrad várába hurcolták. Itt fojtották meg 1387 elején Horváti János parancsára Nagy Lajos király özvegyét, Erzsébetet. Végül Mária királynőt híve Frangepán János serege 1387. június 4-én kiszabadította, Palisnai pedig Boszniába menekült. Az újonnan kinevezett perjel Laczkovics István 1387 októberében és novemberében sikertelenül ostromolta a vránai várat, majd a bosnyák felmentő sereg hírére Spalatóba menekült. Palisnai Klissza várából irányította tovább a lázadást, de 1389-ben Zára ostromakor halálos sebet kapott.

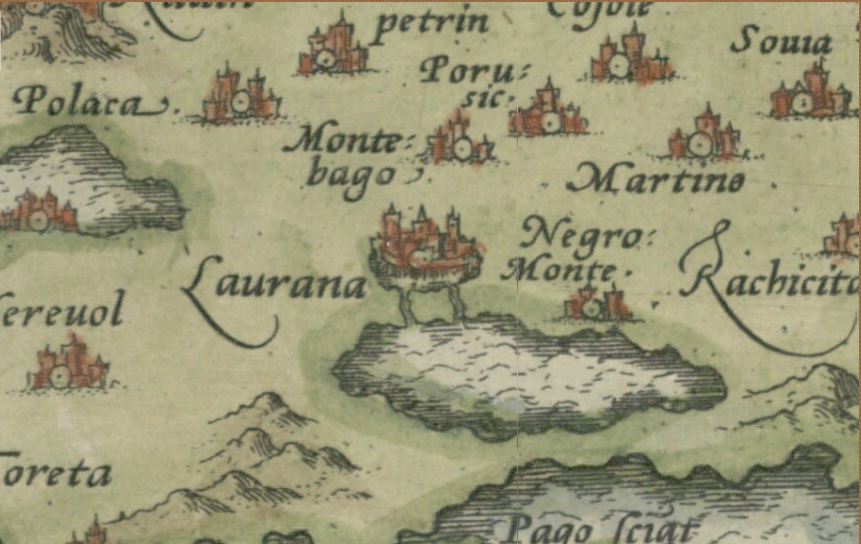
Laurana Wolfgang Lazius térképén a 16. században.

A johannita uralomnak 1392-ben szakadt vége, amikor I. Tvrtko bosnyák király a várat több más erősséggel együtt elfoglalta és haláláig, 1391-ig uralma alatt tartotta. 1394-től Vránát a horvát bánok kormányozták. 1402-ben Nápolyi László kezére került, aki 1409-ben eladta a Velencei Köztársaságnak. A velenceiek 1415-16-ban a várat és az alatta fekvő mezővárost is megerősítették, a környező földbirtokokat pedig velencei családok tulajdonába adták. A johannita nagymester ugyan kérte a rendnek való visszaadását, de ezt Velence az érte adott pénzre való hivatkozással többször elutasította. 1428-ban a vár helyőrsége ötven főből állt. A 15. század végén a török veszély miatt újból kijavították, falait rendbehozták. Helyőrsége ekkor már az ezer főt is meghaladta. Vrána ebben az időben nemcsak fontos erősség, hanem közigazgatási és bírói székhely is volt. A várat 1520-ban ismét felújították.

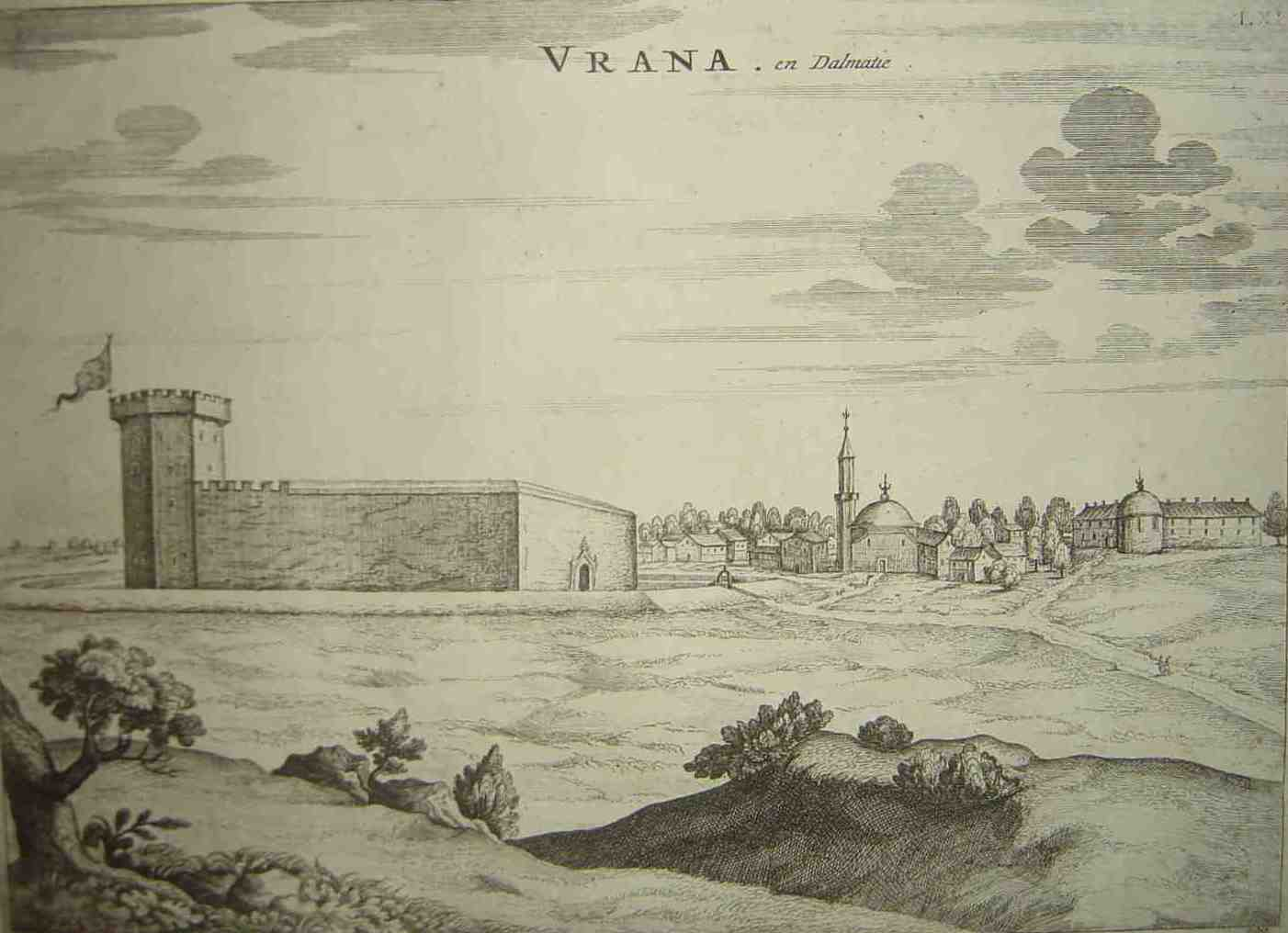
Vrána és vára a török korban.

A török 1538-ban Klissza eleste után Vránát is elfoglalta, majd kibővítve jelentős erősséggé építette ki. Maga Vrána település a török uralom idején is megőrizte városias jellegét, bár a török uralom első évtizedeiben lakatlan volt. Később lakói többségben katonák voltak, akik katonai szolgálatuk miatt éltek itt. A katonák idővel magukkal hozták családjaikat is, így valamennyi polgári lakosság is élt a településen, akik főként földműveléssel foglalkoztak. A lakosság többsége továbbra is keresztény maradt, de főként pravoszlávokból állt. 1574-ben Vrána már török náhije (járás) székhelye volt. Vára a török határvédelmi rendszer része volt, személyzete müsztahfizokból álló várőrségből, topcsikból (tüzérek), fáriszokból (irreguláris lovasság), aszabokból (könnyűfegyverzetű gyalogság) és martalócokból (keresztény zsoldosok) állt. Pontos összetételéről 1616-ból és 1643-ból vannak adatok, amikor 83, illetve 103 főnyi helyőrsége volt. A török uralom 1647-ig tartott, amikor Leonardo Foscolo velencei hadvezér serege foglalta el és várát azonnal lerombolta. Romjai és sáncának maradványai Biograd közelében a Vránai-tó (Vransko jezero) partján állnak.

## A vár mai állapota
Az eredetileg bencés kolostorból kialakított, templomos, johannita, velencei, majd török vár romjai mára mintegy negyedrészben maradtak fenn. A nagymérvű pusztulás oka, hogy 1683-ban a vár elveszítette védelmi és szakrális funkcióit. A romok azóta mindenféle állagmegóvás nélkül hevertek, anyagukat a környező települések lakossága építkezésre használta. Legjobban a déli és keleti fal és a négyszögletes kaputorony maradványai láthatók, melyek több méter magasan állnak. Jól elkülönülnek a 14. századi gótikus Szent Katalin vártemplom romjai, melyek állagmegőrzése és felújítása folyamatban van. Sajnos ezen munkálatok eredménye 2019. nyarán még nem látszott. Tüskés cserjék között egy ún. kecskeösvényen lehetett csak a romokat megközelíteni. érdemi munkálatnak kevés nyoma volt. A vár többi része csak egy alapos régészeti feltárás során azonosítható. 

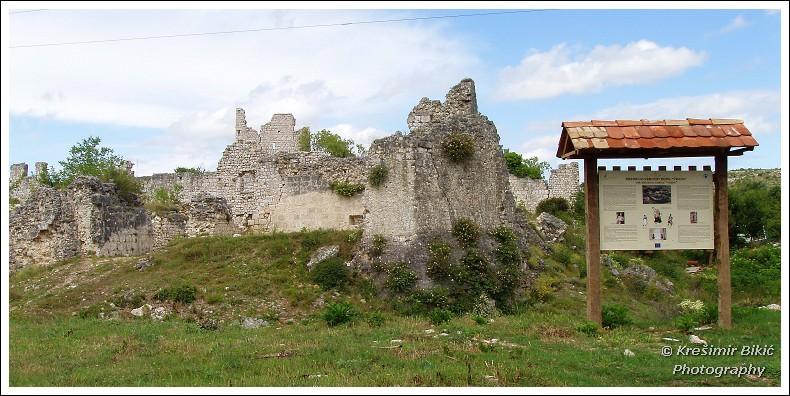
A vár romjai napjainkban

 A várat övező, egykor mintegy harminc méter széles sáncrendszer nagymértékben ma is látható. A megmaradt falrészek, tornyok és a templom állagmegőrzési munkálatai 2003-ban kezdődtek. A helyi lokálpatrióták alkalmanként gyomirtást és bozótirtást végeznek a romok között. 2008 óta rendezik meg a vránai vitézek középkori fesztiválját, amely még inkább a várromok és a történelem felé irányította a közvélemény figyelmét. Emiatt nőtt a turistaforgalom is a településen.